# Le Café (Goldoni)
Le Café (La bottega del caffè) est une pièce de théâtre en 3 actes de Carlo Goldoni, une comédie écrite en 1750. Voltaire s'en inspirera pour composer L'Écossaise

## Synopsis
L'action se déroule à Venise.

## Adaptation
Le téléfilm Le Café est tiré de cette pièce.
Maurizio Scaparro en a également fait un spectacle présentée par la Fondazione Teatro della Toscana, dans lequel le texte a été modernisé.